# Seznam slovenskih mladinskih pisateljev na avstrijskem Koroškem
Seznam slovenskih mladinskih pisateljev na avstrijskem Koroškem.

## B
- Sonja Buch

## G
- Herman Germ

## H
- Dorli Hammerschall
- Milka Hartman
- Milica Hrobath

## I
- Tatjana Igerc

## J
- Anka Jernej-Gregorič

## K
- Marica Kulnik
- Ivana Kampuš
- Lenčka Kupper (1938)
- Niko Kupper (1966)

## M
- Janko Messner
- Vinko Möderndorfer (1894-1958)

## O
- Jurij Opetnik

## P
- Ivana Polanc
- Valentina Polanšek

## R
- Ciril Rudolf (1903)

## W
- Sonja Wakounig